# Лосинец (Украина)
Лосинец (укр. Лосинець) — село в Турковской городской общине Самборского района Львовской области Украины.
Население по переписи 2001 года составляло 767 человек. Занимает площадь 1,2 км². Почтовый индекс — 82523. Телефонный код — 3269.